# Seleção (gestão de recursos humanos)
Em recursos humanos, a Seleção nas organizações é uma escolha do candidato com os melhores conhecimentos e habilidades para desempenhar determinadas tarefas dentre todos os candidatos recrutados por meio de técnicas de análise, avaliação e comparação de dados. É um processo decisório baseado em fontes confiáveis para agregar talentos e competências capazes de contribuir no longo prazo para o sucesso da organização. é a escolha do candidato certo, para o cargo certo. O processo de seleção de pessoas busca, dentre os vários candidatos recrutados, aqueles que são mais adequados ao cargo de acordo com as exigências das organizações, com o objetivo de manter ou aumentar a eficiência e, consequentemente, o desempenho da equipe e a eficácia da organização. O critério da seleção é baseado em dados e informações a respeito do cargo e com isso o fluxo de um  para um processo de seleção é feito basicamente por comparação, que é a junção entre o pré requisito da vaga e o perfil do candidato. Depois desta análise, é feita a seleção como um processo decisório sendo o gestor da vaga o responsável por tal escolha. 
A seleção de pessoal é uma atividade de responsabilidade do sistema de gestão de pessoas, que tem por finalidade escolher, sob metodologia específica, candidatos ao emprego recebidos pelo setor de recrutamento para o atendimento das necessidades internas da empresa.
A seleção é o complexo de conjunto de práticas e processos usados para escolher dentre os candidatos disponíveis, aquele que parece ser o mais acertado para o cargo existente. O candidato mais adequado será o que trará mais resultados, tem o perfil que a empresa precisa e o que mais poderá se ajustar ao cargo. Inicia-se com o recrutamento e finaliza com a contratação efetiva após o período de experiência. Ela é considerada boa, quando o candidato não tem o perfil para determinada vaga, mas tem um potencial eminente para outro tipo de cargo e a empresa realoca o mesmo, para um novo processo seletivo ou armazena o currículo no banco de dados dos profissionais da empresa, considerando uma futura seleção. Geralmente a unidade central de seleção faz a triagem inicial e a preliminar da seleção, mas a escolha final envolve a chefia direta do futuro funcionário.
O processo de seleção busca entender se os valores e crenças dos funcionários estão alinhados ao da cultura da empresa, pois geralmente quando não estão ajustados, o funcionário não permanece por um período longo na organização, desta forma o empregado gera custos com o processo de seleção e admissão e não desempenha os papéis que foram esperados pela empresa.
Para garantir uma boa seleção é necessário selecionar um número grande de candidatos para aumentar a probabilidade de contratar a pessoa correto, quanto mais alto o nível deve-se admitir sempre os melhores:
- Habilidades para executar: capacidade analítica, boas ideias, educação, experiência e conseguir implantar as teorias na prática;
- Projeto de carreira: deve selecionar o candidato não pensando somente momentaneamente, mas como uma visão de futuro para o crescimento do profissional contratado;
- Orientação para equipe: pessoas com um alto nível de exigência contratam pessoas com o mesmo nível de cobrança, o que eleva o grau de dificuldade para os selecionados, é sensacional o líder saber trabalhar em equipe. [5]

## Técnicas de seleção de pessoas
Nesse processo, há a necessidade de ética profissional, pois será revelado e analisado aspectos pessoais dos candidatos (personalidade, interesses, sociabilidade, vida pessoal e profissional). Os resultados das várias etapas do processo de seleção devem ser confidenciais e restritos apenas à área de seleção, pois são informações que podem afetar a autoestima dos candidatos, especialmente em caso negativo junto à vaga concorrida. A utilização de diversas técnicas que se completam pode diminuir a possibilidade de erro na escolha do candidato. Normalmente utiliza-se uma combinação de várias destas técnicas num processo, considerando que cada uma é mais apropriada para aferir um tipo de qualificação na requisição do empregado.

### Triagem
Triagem preliminar de currículos: a triagem de currículos consegue filtrar os candidatos que se encaixam com o perfil da empresa e pode ser aproveitado de alguma forma. Um candidato que fica pouco tempo em várias empresas tem menos chances de ser chamado para fazer a entrevista. O intuito desta triagem e selecionar aqueles candidatos que são os mais interessantes para a organização, nesta etapa são eliminados mais da metade dos candidatos.
Informações de pessoas confiáveis: O candidato pode conhecer uma pessoa em que a empresa pode confiar e fazer uma indicação do mesmo para o gestor ou recrutador da vaga.

### Entrevista
A entrevista é executada por um profissional da área, pois é um tipo de seleção com o intuito de extrair informações sobre fatos profissionais, educacionais e socioeconômicos relativos ao candidato, possibilitando o contato direto. É o momento no qual o selecionador irá conhecer com mais detalhes o candidato por meio de conversas e/ou perguntas e respostas. Os questionamentos podem ser divididos em open-ended ou resposta livre, que são respostas não específicas e questões específicas. Também pode ser realizada a entrevista direta, que inclui respostas e questões específicas com múltipla escolha.
A entrevista as vezes segue quatro estágios: Abertura, onde o entrevistador se apresenta, expõe a proposta da entrevista e como esta será conduzida. Pesquisa, onde objetiva extrair do candidato as informações necessárias à avaliação de seu perfil pessoal e profissional. Troca, o momento em que o candidato faz as perguntas que revelam seus interesses, valores, atitudes e preocupações. Normalmente são perguntas relacionadas ao cargo, às condições de trabalho e à empresa. E o fechamento, onde  o entrevistador faz comentários e analises sobre a entrevista e informa as etapas futuras do processo seletivo. 

### Teste de conhecimento ou de capacidade
As provas quando necessárias são realizadas de forma escrita e/ou prova prática quando o cargo exigir, ex: teste prático em microcomputador para o candidato a operador de micro júnior. Podendo ser:
- Provas gerais: Para cargos não-qualificados;
- Provas específicas: Para cargos qualificados e especializados, levando em consideração a área de atuação do candidato, e
- Provas mistas: Forma utilizada para a aplicação de teste.[8] [3]

### Testes psicológicos
São feitos por meio de ferramentas padronizadas com o intuito de estimular determinado comportamento que se pretende examinar, proporcionando condições para se evidenciar determinadas características dos candidatos. Trata-se de provas ou verificações sistematizadas no sentido de mensurar e avaliar a aptidão, atitudes, habilidades e qualquer outro atributo, que podem contribuir para a atuação do candidato em um determinado cargo. Os testes psicológicos devem conseguir demonstrar: as condições de sensibilidade, ou seja, se são adequadas para o nível de escolaridade, grupo social, econômico do candidato que será examinado; se oferece validade, conseguindo quantificar cientificamente o que exatamente se pretende mensurar; se é exato, ou melhor, se faz sentido entre si e são constantes na medida.
Os testes devem ser aplicados quando se quer identificar o perfil do candidato. Os mesmos devem ser construídos com atenção e precisão científica, devendo ser estruturados por profissionais competentes e devidamente especializados em psicologia diferencial e psicologia organizacional, com domínio do método quantitativo.
Os testes psicológicos podem ser divididos em psicométricos e de personalidade.
- Psicométricos: aqueles que medem as aptidões individuais, determinando um índice comparado com escores ponderados e validados anteriormente, como os testes de inteligência, visando o ajustamento continuo do indivíduo ao ambiente.[7]
- De personalidade: realizado pelo psicólogo de empresa que busca através dos testes avaliar e identificar aspectos relacionados com sua estrutura de personalidade, enfocando funções básicas como afetividade, criatividade, equilíbrio emocional, agressividade, fatigabilidade, depressão, ritmo, ambição e intelecto.[8]

### Técnicas vivenciais
As técnicas vivenciais são as que exigem respostas a situações de forma que os candidatos interajam e participem ativamente delas. Trata-se de atividades que envolvem atuação e muitas vezes simulação de uma circunstância profissional. Podem ser classificadas em: 
- Provas situacionais: Estão relacionadas geralmente as exigências do cargo, por exemplo, uma dificuldade que o gestor pode enfrentar no dia-a-dia, teste de digitação ou a operação de um equipamento.

- Dinâmica de Grupo: Está técnica envolve um grupo para debater e desenvolver situações relativas ou não ao cargo, essa dinâmica é importante para que o requisitante possa observar como o candidato interage, defende suas ideias ou lidera o grupo. A prática apresenta diversos usos organizacionais, entre eles:
  - Levantamento de problemas;
  - Discussão e soluções de questões polêmicas;
  - Seleção;
  - Treinamento;
- Psicodrama: Tem como objetivo expressar a personalidade do candidato mediante a um papel social atribuído, o mesmo tem a liberdade para demonstrar seus sentimentos, frustrações e valores.[11]

## Casos especiais
Empresas pequenas: A seleção nas pequenas e médias empresas, o número de etapas é reduzido, diferente de como ocorre nas grandes organizações. Por isso as pequenas e médias empresas conseguem diminuir alguns custos, embora nem sempre seja muito eficaz diminuir o processo de seleção. Quando a empresa diminui o número de etapas ela pode não conseguir selecionar o melhor candidato, já que a analise para selecionar o mesmo será reduzida. Porém um ponto positivo é que geralmente as pequenas e médias empresas tem uma proximidade maior com os candidatos do que as maiores empresas.
Oportunidades Iguais: As empresas deveriam tratar todos os candidatos disponíveis para a seleção igualmente e com objetividade, mas geralmente não é o que ocorre, pois toda análise envolve subjetividade o que pode proporcionar favorecimento de alguns candidatos em detrimento de outros.   
Minorias: As organizações tendem a oferecer vagas destinadas para determinado grupos de pessoas, no caso do Brasil, por exemplo, existem oportunidades que são disponibilizadas para pessoas com deficiência, a empresa tende a lucrar mais, devido essas pessoas terem pouca oportunidade no mercado de trabalho, o que de fato fazem elas se esforçarem mais para não perder essa chance.
Admissão de parentes: A admissão de parentes é um assunto muito debatido nas organizações, pois muitas empresas receiam contratar pessoas da mesma família devido à criação de grupos informais, mas em contrapartida organizações que defendem esse tipo de contratação alega que deve ser levada em consideração as qualificações dos funcionários.
Empregados idosos: A contratação de pessoas idosas tem se tornado cada vez mais frequente devido o aumento da longevidade das pessoas, o comprometimento e as experiências de vivência de mercado dos idosos são maiores, porém os mesmos têm chances maiores de faltar ao trabalho por motivo de possuírem a saúde mais frágil.
Empresas públicas: As empresas públicas utilizam os concursos públicos como um critério para selecionar os candidatos e em alguns cargos utilizam outros métodos práticos, porém nesse caso não é avaliado o perfil do candidato para determinado cargo, o que pode levar as pessoas serem frustradas. 
Seleção dos que podem ser mantidos: As organizações devem sempre tentar selecionar os melhores candidatos para o cargo, porém é necessário a empresa ter visão de futuro, para entender se os propósitos dos candidatos estão alinhados com os da organização e analisar que se a organização precisa de um candidato para ficarem muitos anos no cargo, o candidato precisa ter a mesma aspiração.

## Seleção por competências
Esse tipo de seleção avalia, por meio de testes psicológicos, questionários, entrevistas pessoais e dinâmicas de grupo, características do profissional, aquelas que não aparecem visivelmente no currículo. Por meio dela se diminui as chances da seleção dar errada, sendo capaz de medir cada habilidade que os indivíduos possuem para um bom desempenho no cargo. 
Entre as vantagens da seleção por competências destacam-se:
- mais objetiva, processo sistemático;
- maior facilidade na avaliação do desempenho futuro;
- maior garantia de uma contratação de sucesso;
- maior adequação do profissional à empresa, e
- turnover mais baixo, maior produtividade.[12]

## Cuidados no processo seletivo
O processo seletivo envolve questões intrínsecas dos candidatos, por este motivo a ética deve estar acima de tudo. A empresa que está direcionando o processo, deve dar um feedback tanto positivo, quanto negativo para o candidato, pois em casos do competidor não ser contratado ele possa entender o motivo que a organização tomou está decisão e não desmotivar com relação a sua carreira.

Além disso, são proibidos anúncios de vagas ou processos seletivos que utilizem como critérios características não relevantes para a função. Por exemplo: sexo, idade, opinião política, etnia, orientação religiosa ou sexual. Esses tipos de discriminações possuem punições previstas em lei. Por isso, o processo seletivo deve ser o mais uniforme e impessoal possível.